# Vogelsberg
Vogelsberg sunt munți de origine vulcanică din grupa munților mijocii (Mittelgebirge) din landul Hessa, Germania. După ei au fost numite și regiunea geografică (zona) Vogelsberg precum și districtul rural Vogelsbergkreis.

## Amplasare
Vogelsberg se află la 60 km nord-est de Frankfurt pe Main, între  localitățile Alsfeld, Fulda, Büdingen și Nidda. În nord se continuă cu munții Knüll, spre est cu zona Rhön, la sud-est cu Spessart și la sud cu regiunea Wetterau care se continuă cu Depresiunea Mainului.

## Ape

### Lacuri
- Vogelsberger Seen
- Niddastausee
- Gederner See
- Niedermooser See
- Antrifttalsperre
- Pumpspeicherwerk Ortenberg-Lißberg

### Râuri

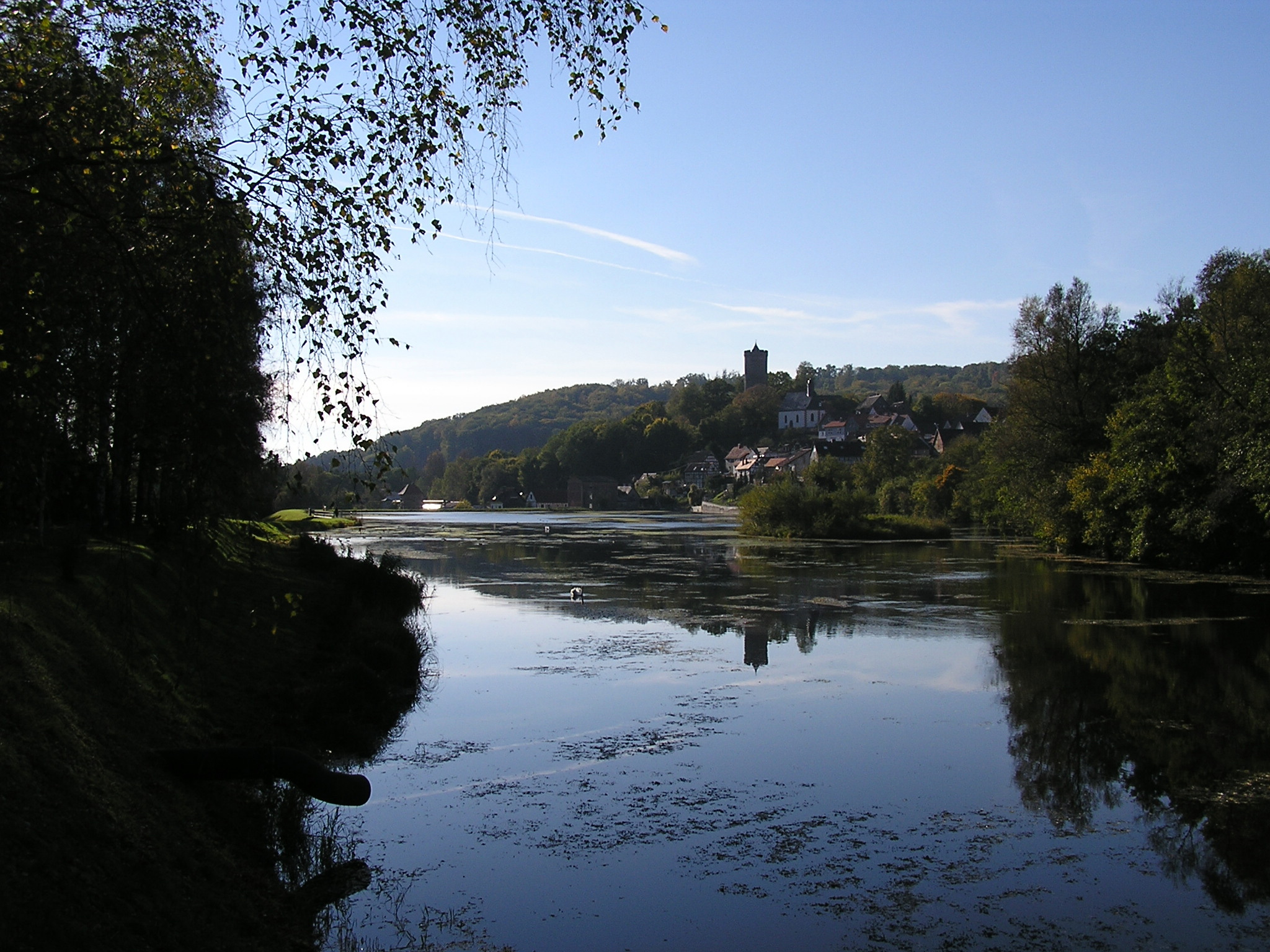
Nidder in Vogelsberg

- Antreff (32 km)
- Bracht
- Felda
- Gilgbach
- Horloff (45 km)
- Lauter
- Lüder (40 km)
- Lumda
- Nidda (98 km)
- Nidder (63 km)
- Ohm (59 km)
- Schlitz
- Schwalm (97 km)
- Wetter (68 km)

## Munți

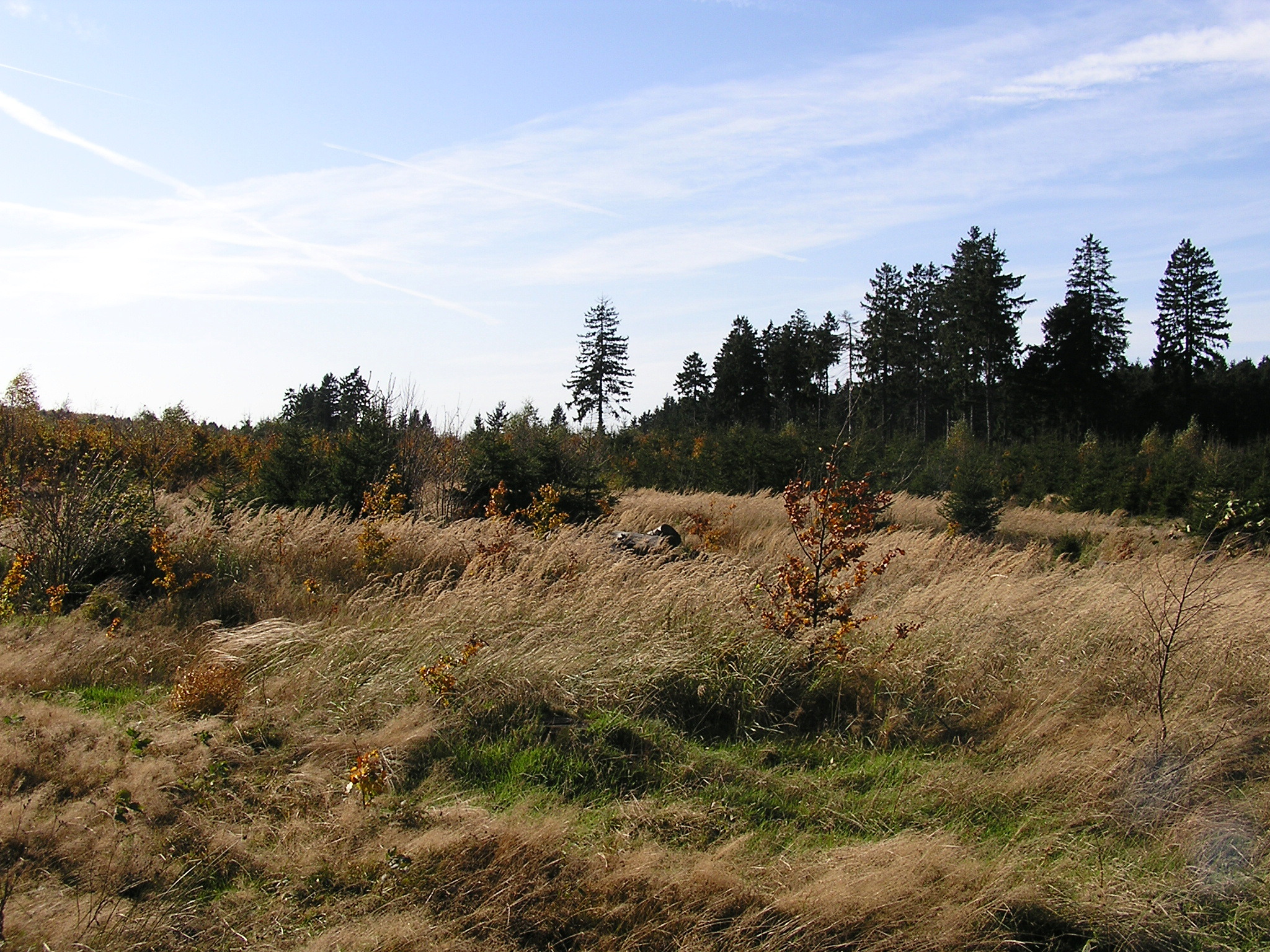
Regiune umedä din Vogelsberg

- Taufstein (773 m)
- Hoherodskopf (764 m)
- Sieben Ahorn (753 m)
- Herchenhainer Höhe (733 m)
- Geiselstein (720 m) Felsgruppe
- Nesselberg (716 m)
- Bilstein (666 m) Felsgruppe
- Gackerstein (663 m)
- Hauberg (619 m)
- Schlossberg Ulrichstein (614 m)
- Burg ND (588 m) Felsgruppe
- Alte Höhe (536 m)
- Naxburg (553 m)
- Horst (552 m)
- Hellberg (502 m)